# Venstersectorspin
De venstersectorspin (Zygiella x-notata) is een spinnensoort uit de familie van de Phonognathidae. De wetenschappelijke naam van de soort werd, als Araneus x-notatus, in 1758 gepubliceerd door Carl Alexander Clerck.

## Kenmerken
De vrouwtjes worden 6 tot 7 mm groot, de mannetjes 3,5 tot 5 mm. Het achterlijf heeft een geelbruin zilvergrijs bladachtig patroon met een bruine rand.

## Levenswijze
De venstersectorspin bouwt een web waarvan aan de bovenkant een sector geen kleefdraden heeft. Het web bestaat uit 25 tot 30 verbindingsdraden. Jonge spinnen en soms volwassenen bouwen een sector in hun web. Vaak bouwen zij webben tussen raampanelen.
Hoe beter het mannetje zijn webben bouwt, hoe meer bereid het vrouwtje is om te paren. Om te paren plukt en trommelt het mannetje een paringsdraad die aan het web van het vrouwtje is bevestigd. De eitjes van het vrouwtje overwinteren in een samengesponnen cocon. Veel vrouwtjes overleven tot ver in de winter, maar alleen de cocon overleeft de winter. De jonge spinnen komen in het voorjaar uit.

## Verspreiding
Vrijwel alleen in bebouwde gebieden in Noord-Europa.